# Holokrčka
Holokrčka je slepice, která se chová především jako nosné a okrasné plemeno.

## Původ plemene
Holokrčka pochází z rumunské Transylvánie. V Česku patří mezi oblíbená plemena. Na výstavách vyvolává buď obdiv nebo opovržení.

## Popis
Typickým znakem holokrčky je neopeřený krk. Pírka na krku jsou nepřípustná a takovéto zvíře je okamžitě na výstavě diskvalifikováno nebo v nejlepším případě je velmi nízko ohodnoceno. Holokrkost se dědí a kuřata se líhnou již s neopeřeným krkem. Nejčastěji se chová v červeném, černém a bílém barevném rázu. Snáší až 180 vajec a někdy se udává, že je to nejlepší nosná okrasná slepice. Holokrčky jsou velmi odolné a otužilé slepice. Kvokavost není příliš častá, ale samozřejmě se může objevit.